# Скотт Ґолдблатт
Скотт Ґолдблатт (англ. Scott Goldblatt, 12 липня 1979) — американський плавець.
Олімпійський чемпіон 2004 року, призер 2000 року.
Призер Чемпіонату світу з водних видів спорту 2001, 2003 років.
Переможець літньої Універсіади 1997 року.